# Guapira discolor
Guapira discolor es una especie de planta fanerógama de la familia   Nyctaginaceae. Es originaria de Centroamérica.

## Taxonomía
Guapira discolor fue descrita por (Spreng.) Little y publicado en Phytologia 17(5): 368. 1968.
Sinonimia
- Guapira bracei (Britton) Little
- Guapira longifolia (Heimerl) Little
- Pisonia discolor Spreng.
- Pisonia longifolia (Heimerl) Sarg.
- Torrubia discolor (Spreng.) Britton[3]